# 평의선
평의선(平義線)은 조선민주주의인민공화국 평양직할시 중구역에 있는 평양역과 평안북도 신의주시에 있는 신의주청년역을 연결하는, 조선민주주의인민공화국의 철도노선이다.
본래 1905년 11월 5일 경의선으로 개통된 노선이나, 한반도 분단 이후 조선민주주의인민공화국 측이 경의선의 평양 - 신의주 구간을 따로 이름한 것이다. 조선민주주의인민공화국에서 물동량이 가장 많은 노선이며, 수많은 지선이 있다. 전 노선의 15.6%에 해당하는 35.1km 구간이 복선화되어 있다. 북쪽으로는 중조우의교를 통해 중화인민공화국의 철도와 연결되며, 남쪽으로는 평부선과 군사 분계선을 거쳐 경의선과 연결된다.
현재 본선에는 평양역과 베이징 역, 평양역과 모스크바 역을 연결하는 국제열차가 각각 운행되고 있다. 가공 전차선의 전압저하, 정전 등으로 열차운행이 시각표대로 되지 않는 일이 적지 않으나, 여유시간 때문에 국제열차가 대폭으로 지연되는 일이 별로 없다고 한다.

## 노선 정보
- 구간과 거리 : 평양역~신의주청년역 225.1km
- 역 수: 31개(양단역 포함)
- 궤도 간격: 1435mm(표준궤)
- 전철화 구간: 전 구간(직류 3000V)
- 복선 구간: 평양역—간리역, 어파역—숙천역, 남신의주역—신의주청년역(합계 35.1km)
- 폐역 정보

- 니서역(尼西驛): 숙천역과 문덕역 사이에 존재하였음.
- 수정역(壽亭驛): 평양역 기점 195.5km 지점에 존재하였음.
- 당령역(堂嶺驛): 평양역 기점 201.7km 지점에 존재하였음.
- 입암역(立巖驛): 평양역 기점 213.1km 지점에 존재하였음.

## 역사
- 1905년 11월 5일 : 경의선으로 개통
- 1939년 ~ 1940년 : 남시역(염주역)과 신의주역(신의주청년역) 구간이 사설철도로 개통됨
- 1943년 4월 1일 : 남시역과 신의주역 구간을 국유화하고 양시선으로서 영업을 개시함[1]
- 1948년 9월 9일 이후 : 평양역부터 신의주역 구간을 평의선으로 변경
- 1964년 : 염주역에서 남신의주역 옛 구간을 공식적으로 백마선으로 분리
- 2004년 4월 22일 : 룡천역에서 열차폭발사고가 발생함

## 역목록
| 역명       | 로마자 역명        | 한자 역명  | 접속 노선                                                | 소재지                                | 소재지                                |
| ---------- | ------------------ | ---------- | -------------------------------------------------------- | ------------------------------------- | ------------------------------------- |
| 평양       | P'yŏngyang         | 平壤       | 평부선·평남선                                            | 평양직할시                            | 중구역                                |
| 서평양     | Sŏp'yŏngyang       | 西平壤     |                                                          | 평양직할시                            | 서성구역                              |
| 서포       | Sŏp'o              | 西浦       | 룡성선                                                   | 평양직할시                            | 형제산구역                            |
| 간리       | Kalli              | 間里       | 평라선·시정선                                            | 평양직할시                            | 형제산구역                            |
| 순안       | Sunan              | 順安       |                                                          | 평양직할시                            | 순안구역                              |
| 석암       | Sŏgam              | 石岩       |                                                          | 평양직할시                            | 순안구역                              |
| 어파       | Ŏp'a               | 漁波       |                                                          | 평안남도                              | 평원군                                |
| 숙천       | Sukch'ŏn           | 肅川       |                                                          | 평안남도                              | 숙천군                                |
| 문덕       | Mundŏk             | 文德       | 안주탄광선                                               | 평안남도                              | 문덕군                                |
| 대교       | Taegyo             | 大橋       |                                                          | 평안남도                              | 안주시                                |
| 신안주청년 | Sinanju Ch'ŏngnyŏn | 新安州靑年 | 개천선                                                   | 평안남도                              | 안주시                                |
| 청천강     | Ch'ŏngch'ŏn'gang   | 淸川江     | 구봉산선                                                 | 평안북도                              | 박천군                                |
| 맹중리     | Maengjung-ri       | 孟中里     | 박천선·남흥선                                            | 평안북도                              | 박천군                                |
| 운전       | Unjŏn              | 雲田       |                                                          | 평안북도                              | 운전군                                |
| 운암       | Unam               | 雲岩       |                                                          | 평안북도                              | 운전군                                |
| 고읍       | Koŭp               | 古邑       |                                                          | 평안북도                              | 정주시                                |
| 정주청년   | Chŏngju Ch'ŏngnyŏn | 定州靑年   | 평북선                                                   | 평안북도                              | 정주시                                |
| 하단       | Hadan              | 下端       |                                                          | 평안북도                              | 정주시                                |
| 곽산       | Kwaksan            | 郭山       |                                                          | 평안북도                              | 곽산군                                |
| 로하       | Roha               | 路下       |                                                          | 평안북도                              | 선천군                                |
| 선천       | Sŏnch'ŏn           | 宣川       |                                                          | 평안북도                              | 선천군                                |
| 청강       | Ch'ŏnggang         | 淸江       |                                                          | 평안북도                              | 동림군                                |
| 동림       | Tongrim            | 東林       | 철산선                                                   | 평안북도                              | 동림군                                |
| 염주       | Yŏmju              | 鹽州       | 백마선                                                   | 평안북도                              | 염주군                                |
| 내중       | Naejung            | 內中       |                                                          | 평안북도                              | 염주군                                |
| 룡주       | Ryongju            | 龍州       |                                                          | 평안북도                              | 룡천군                                |
| 룡천       | Ryongch'ŏn         | 龍川       | 다사도선                                                 | 평안북도                              | 룡천군                                |
| 락원       | Ragwŏn             | 樂元       |                                                          | 평안북도                              | 신의주시                              |
| 남신의주   | Namsinŭiju         | 南新義州   | 백마선·덕현선                                            | 평안북도                              | 신의주시                              |
| 신의주청년 | Sinŭiju Ch'ongnyŏn | 新義州靑年 | 강안선                                                   | 평안북도                              | 신의주시                              |
| 조중우의교 |                    |            |                                                          |                                       |                                       |
| 단둥       | Dāndōng            | 丹東       | 중국국철 선단 철로·단다 철로·선단 고속철도·단다 고속철도 | 중화인민공화국 랴오닝성 단둥시 전싱구 | 중화인민공화국 랴오닝성 단둥시 전싱구 |

## 개량 계획
아직 별다른 개량 계획은 없다. 하지만 2013년에 중국의 자본을 통해 고속철도를 평부선 구간과 함께 신설하려는 계획이 발표되었다. 주요 경유지는 신의주 - 정주 - 신안주 - 평양 - 사리원 - 해주 - 개성이다. 그 건설은 북한이 함경남도 허천군 상농금동광산, 황해남도 강령군 부포광산, 함경북도 온성군 동금광산, 평안북도 정주군 희토류 광산, 함경남도 이원군 활석광산, 황해남도 은율군 자철광산, 함경북도 무산철광 일부를 중국에 건설 자금으로 제공함으로써 이루어진다.

## 같이 보기
- 경의선
- 평부선
- 백마선
- 양시선
- 다사도선